# Saint-Brice (Tournai)

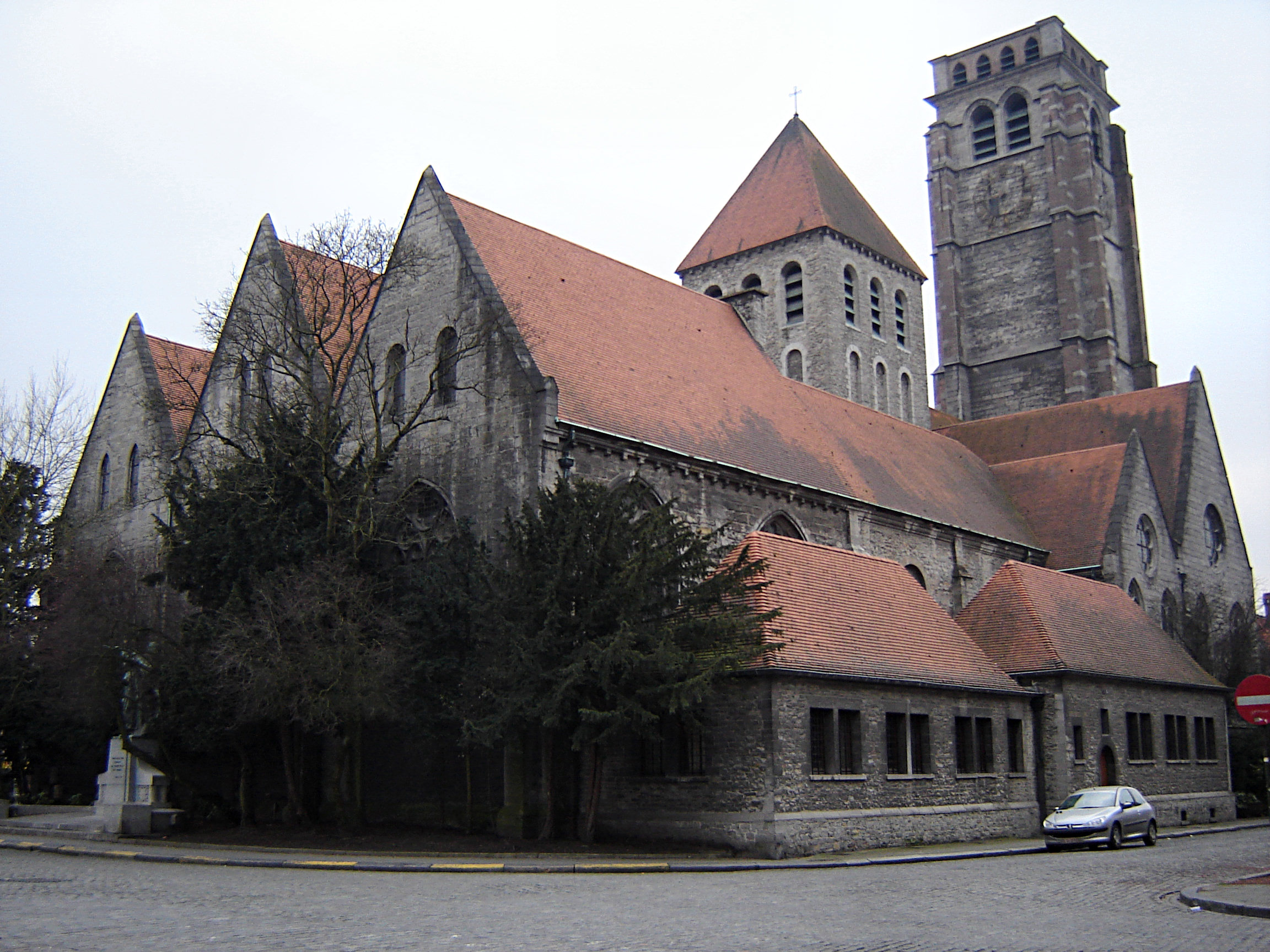
Saint-Brice in Tournai

Die Kirche Saint-Brice ist eine römisch-katholische Pfarrkirche in Tournai in der belgischen Provinz Hennegau. Die Kirche trägt das Patrozinium des Brictius von Tours, des vierten Bischofs von Tours und Nachfolgers des heiligen Martin in diesem Amt.

## Bau
Der Bau in seiner heutigen Form ist eine dreischiffige romanische Basilika, die in ihren Anbauten sowohl romanische als auch gotische Elemente aufweist. Im Zweiten Weltkrieg wurde die Kirche bei Luftangriffen 1940 aufgrund der Nähe zum Bahnhof von Tournai schwer beschädigt, die Mauern blieben jedoch erhalten. Der Wiederaufbau wurde 1954 fertiggestellt. Der ursprüngliche Bau wurde im letzten Viertel des 12. Jahrhunderts im gotischen Stil errichtet. Das Dach ist mit roten Ziegeln gedeckt. Markantes Kennzeichen des Bauwerks ist der Belfried des fünfzehnten Jahrhunderts auf quadratischem Grundriss. Er wird durch ein flankiertes Hochschiff mit dem zentralen Vierungsturm verbunden, der sich über dem Querschiff erhebt. Der Chor besteht aus einem dreischiffigen Hallenlanghaus mit drei Jochen in gleicher Höhe. Die Mauern sind in lokalem Kalkstein ausgeführt.
Unter dem zentralen Altarraum wurde eine romanische Krypta aus dem 12. Jahrhundert entdeckt. Am 27. Mai 1653 wurde bei Ausschachtungsarbeiten zum Bau eines Hospizes in der Nähe der Kirche das Grab des salfränkischen Herrschers Childerich I. (gest. 481/82) von einem Arbeiter entdeckt.

## Ausstattung
Im Inneren der Kirche befindet sich eine Holzdecke. Ein Gemälde von Gaspar de Crayer zeigt die Erzherzogin Isabella Clara Eugenia von Spanien, die ihren Schmuck an die Basilika Unsere Liebe Frau von Hal abgibt. Der belgische Bildhauer George Grard schuf zwischen 1966 und 1971 den Altar, die Tür des Tabernakels und ein bronzes Taufbecken mit dem Motiv „Adam und Eva“. Einzelne Ausstattungsstücke wie Möbelstücke, große Kronleuchter und Statuen von Heiligen wurden von der tournaiser Künstlerin Nelly Mercier geschaffen.